# ديبك- نصيبين
ديبك- نصيبين والمعروف أيضًا باسم دسقان (بالعربية: بادبة، (بالكردية: Badibê)، (بالسريانية: ܒܝܬ ܕܒ̈ܐ)، هو حي في بلدية ومنطقة نصيبين في محافظة ماردين في تركيا. تقع القرية على قمة جبل إيزلا في المنطقة التاريخية طور عابدين. يبلغ عدد سكانها 45 نسمة وفقًا لإحصائيات عام 2021. يسكنها الآشوريون والأكراد، والسكان الأكراد في القرية هم من اليزيديين. ويوجد في القرية كنيسة السيدة العذراء السريانية الأرثوذكسية.

## التاريخ
تم إثبات وجود بيت ديبي (المعروفة اليوم باسم ديبك) في عام 776/777 م (الموافق لـ 1088 م) من خلال نقش نقشَه كيرلس من أينواردو في دير مار كبرئيل. حيث سجل النقش أن الحجر الذي تم استخراجه من القرية في عام 768/769 م (الموافق لـ 1080 م) بواسطة زكريا من أينواردو تم نقله إلى الدير بواسطة شاوشبينو، الذي كان قريبًا بالكفالة من إشعياء من فوفيا. يُنسب إلى جبرائيل القرتميني (مار كبرئيل بيت قسطن، الذي توفي عام 648 م) تكليف الحجر خلال حياته.
في عام 1711، قُتل 350 شخصًا من بيت ديبي على يد حمزة بيك. في عام 1870، تم تسجيل ثلاثة رهبان سريان أرثوذكس من بيت ديبي، بما في ذلك شخص يُدعى كورية يقيم في القرية، بينما كان دانحا يعيش في دير موري يعقوب القريب، وكان الراهب الثالث يوسف رئيس دير مار أوجين.
في عام 1913، سجل الأسقف السرياني الكاثوليكي غابرييل تبوني أن 250 آشوريًا من 50 عائلة كانوا يسكنون بيت ديبي وكان يخدمهم كاهن واحد. وفي عام 1914، كان عدد سكان القرية يتراوح بين 250 إلى 400 آشوري، وفقًا للقائمة التي قدمها الوفد الآشوري الكلداني إلى مؤتمر باريس للسلام. وفي عام 1915، كان هناك 40 عائلة آشورية في القرية، وكانوا ينتمون إلى الكنيسة السريانية الأرثوذكسية.
في وسط مذابح سيفو، فرَّ اللاجئون من القرى المجاورة إلى بيت ديبي، بما في ذلك 20 عائلة من سيديري و 20 عائلة من خرابي ميشكا، بالإضافة إلى بعض السكان من مور بوبو، حيث قاموا ببناء حواجز دفاعية. تلقى القرويون أسلحة وذخيرة من ساروخانو آغا، الزعيم المؤقت لفصيل تشيليبي في اتحاد هافركان، الذي حذرهم أيضًا في الليلة السابقة من الهجوم المخطط على بيت ديبي.
في أوائل شهر آب، تعرضت القرية لهجوم من قبل قبائل حاجو وعلي باتي ودومان وشوماران وديري وسورجي وبنوسرا وعمران وأليك بالإضافة إلى قدور بك مع ميليشيا نصيبين. في المقابل، تم تعزيز القرويين بـ مائة رجل مسلح من دير مور ملكي.
استمرت المعركة خمسة عشر يومًا وليلة حتى تراجع الأكراد قبل عيد القديسة مريم في منتصف آب. أسفرت المعركة عن مقتل 18 آشوريًا و 30 كرديًا. بعد انسحاب الأكراد، لجأ الآشوريون من بيت ديبي إلى دير مور ملكي.
بلغ عدد سكان القرية 356 نسمة في عام 1960. وفي عام 1967، كان هناك 410 مسيحيين يتحدثون لهجة طورية في 65 عائلة في القرية. ومع حلول عام 1987، لم يكن هناك سوى عائلة آشورية واحدة تسكن بيت دبي، وفي العام التالي لم يعد هناك أي آشوريين متبقين في القرية.